# Hane Yasumasa
Pour les articles homonymes, voir Hane.
Hane Yasumasa est un nom japonais traditionnel ; le nom de famille (ou le nom d'école), Hane, précède donc le prénom (ou le nom d'artiste).
Hane Yasumasa  (羽根 泰正) est un joueur de go professionnel.

## Biographie
Au sommet de sa carrière, Hane Yasumasa   était l'un des meilleurs joueurs de la branche de la Nihon Ki-in à Nagoya. Il a aussi contribué au développement théorique du fuseki, mais il est surtout connu comme le père de l'un des meilleurs joueurs japonais actuels, Hane Naoki.
Il a également été la maître de la joueuse Aoba Kaori.

## Titres
| Titre            | Années                 |
| ---------------- | ---------------------- |
| Titres nationaux | 5                      |
| Oza              | 1990                   |
| Okan             | 1972, 1978, 1983, 1992 |